# Купаж
Купа́ж (фр. coupage) — разновидность ассамбляжа: смешивание в определённом соотношении различных сортов пищевого продукта для улучшения его качества, обеспечения типичности продукта и выпуска однородных по органолептическим характеристикам партий. Процесс смешивания также называется купажирование.

## В алкогольной промышленности
Наиболее часто купажирование применяется при производстве вина, коньяка, виски, настоек, рома и пива.
Перед запуском купажа в производство проводится лабораторное купажирование. В стеклянных ёмкостях объёмом в 1 л смешивается несколько видов напитка и оставляется на 1—3 суток. Наиболее удачный вариант используют в производстве, где купажирование проводится в специальных резервуарах, оснащённых смесителями. При купажировании виски сквозь напиток пропускают очищенный воздух для смешения спиртов.
В составе винного купажа могут содержаться основные и дополнительные виноматериалы, сусло, этиловый спирт, бекмес. Для создания качественного купажа от винодела требуется хорошее знание сортов винограда, их физико-химических свойств и регионов производства. Для кларетов Бордо классическим является сочетание винограда сортов мерло и каберне-совиньон, которое имитируют винодельни по всему миру. Для вин южной Роны столь же классическим является сочетание гренаша, сира и мурведра, обозначаемое аббревиатурой GSM. Традиционные красные вина Тосканы, как правило, предполагают сочетание винограда сортов санджовезе, канайоло и мальвазия.
При купажировании виски смешиваются солодовые и зерновые сорта. Самый известный представитель купажированного виски — шотландский скотч. Некоторые купажи виски могут содержать до 40 сортов с различной степенью зрелости и продолжительностью выдержки. Возрастом такого виски считается возраст самого молодого сорта, использованного при производстве.

## В пчеловодстве и производстве мёда
Смешение 2-3 сортов монофлерного и полифлерного ботанического мёда с целью улучшения вкусовых качеств и придания товарного вида. Для купажирования подходит только зрелый жидкий мёд без искусственных примесей. Для смешивания подбирают сорта с противоположными органолептическими характеристиками: светлый смешивают с темным, душистый — со слабоароматным.
Исходные сорта тщательно смешиваются вручную или при помощи механических мешалок и отстаиваются, затем с поверхности меда снимается пена. Застывший мёд предварительно разогревают до температуры 40ºС. Сорта с приятным цветочным ароматом, нежным вкусом и хорошим внешним видом в купажировании не нуждаются.

## В производстве чая и кофе
Составление кофейной или чайной смеси по оригинальному рецепту. Цель купажирования — создание смесей с устойчивыми органолептическими характеристиками и избавление от нежелательных вкусовых качеств.
Купажирование кофе позволяет уравнять кислотность, крепость, вкус и аромат напитка и добиться вкуса, к которому привык потребитель. При купажировании кофе могут смешиваться зерна с нескольких видов кофейных деревьев, с разных плантаций и стран, обработанные сухим или влажным методом, собранные в определённый период года. Варьируется также степень обжарки зерен.
Для создания кофейных купажей используются дополняющие друг друга виды и не используются похожие или абсолютно противоположные по вкусовым качествам сорта. Условно все кофейные купажи делятся на 2 вида: стопроцентную арабику (смесь зерен нескольких сортов) и смесь арабики и робусты. Арабика определяет вкус и аромат напитка, робуста используется в качестве добавки и повышает крепость кофе.
Чайные композиции могут содержать до 20 различных сортов чая. Моночаи в продаже практически не встречаются — обозначение о 100 % одного вида в составе означает, что чай был собран в одном регионе. Если чай собран на одной плантации, на упаковке это обозначается как single estate или single-origin.
Первые чайные купажи изготавливали английские торговцы, стремясь разнообразить свой ассортимент. Купажирование применялось также по отношению к чаям, доставленным в Европу морем, так как при транспортировке в трюмах кораблей чайные листья грубели и теряли аромат. Чтобы восстановить вкусовые качества, чай смешивался с листьями, доставленными наземным путём через Россию или Ближний Восток.
Наиболее известные купажи чая — различные «завтраки»: «Английский завтрак» (English Breakfast), «Ирландский завтрак» (Irish Breakfast) и «Цейлонский завтрак» (Ceylon Breakfast). Процентное соотношение чаев в купаже обычно зависит от компании-производителя.

## В производстве соков
Процесс смешивания нескольких видов натуральных соков с целью улучшения вкуса и аромата. Смешение соков применяется также для их осветления. Купажироваться могут соки разных видов, а также одного вида, но разных сортов. Наиболее распространенная пропорция — 80 % основного сока и 20 % сока-улучшателя. Смешиваются как готовые соки, так и сырьё. Купажирование производится до фильтрования, так как в результате химических реакций между смешиваемыми сортами выпадает осадок.
При смешении соков учитывается вкус, аромат, цвет и биохимический состав продуктов. Смешивание богатого каротином абрикосового сока с содержащим в высокой концентрации витамин B2 сливовым соком приводит к появлению диетического сока, рекомендованного страдающим малокровием больным. Смородиновые, вишневые и рябиновые соки содержат кислоты, поэтому зачастую смешиваются с менее кислыми видами — грушевым, яблочным, черешневым и т. д. Яблочный сок избавляют от мути, добавив 10-25 % насыщенного дубильными веществами грушевого.